# Internationale Buddhistische Flagge

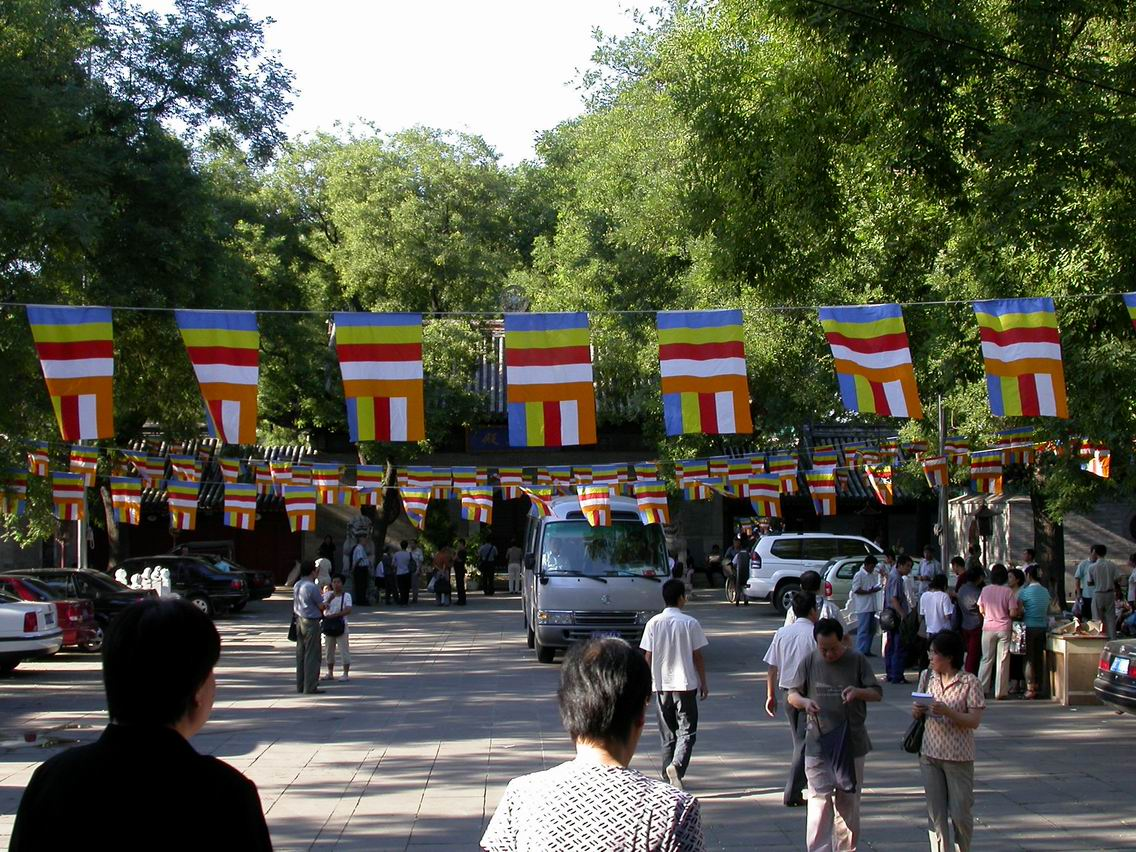
Buddhistische Flaggen beim Guangji-Tempel in Peking

Die Internationale Buddhistische Flagge ist eine moderne Kreation und seit 1950, anlässlich der Gründung der World Fellowship of Buddhists (WFB) in Colombo, Sri Lanka, als Symbol des internationalen Buddhismus anerkannt.

## Geschichte
Die Internationale Buddhistische Flagge wurde am Vesakh-Tag des Jahres 1885 (28. April 1885) erstmals in Colombo verwendet. Entworfen wurde sie von buddhistischen Aktivisten des „Colombo Committee“ und sollte als ein Symbol für die Wiederbelebung des Buddhismus in Ceylon (Sri Lanka) dienen, zumal in diesem Jahr auch die Durchsetzung des Vesakh-Tages als Feiertag gelungen war. Auf Anraten des US-amerikanischen Theosophen Colonel Henry Steel Olcott bekam die Flagge die für Nationalflaggen übliche Dimension und Form. Seine Intention war es auch, dass die Flagge als ein Symbol der Einigung des weltweit in sehr unterschiedlichen Formen repräsentierten Buddhismus dienen sollte. Heute ist die Flagge weltweit unter Buddhisten anerkannt, wobei es spezifische Formen gibt, wie die burmesische, die statt der orangen Farbe Rosa als fünfte Farbe verwendet (im ursprünglichen Entwurf eigentlich scharlachrot).
Als Inspiration dienten die sechs Farben, in denen die Aura des Buddha erstrahlte, nachdem dieser die Erleuchtung (siehe auch Bodhi) erlangt hatte. Die ersten fünf vertikalen Farben symbolisieren die fünf buddhistischen Werte (die Fünf Silas).
Im Lauf der Zeit entwickelte die Flagge sich zu einem Symbol für die Einheit der Buddhisten und fand als solches weltweite Verbreitung. Zu sehen ist sie insbesondere während buddhistischer Feste, wie z. B. dem Vesakh-Fest, dem höchsten buddhistischen Fest, im Gedenken an Geburt, Erleuchtung und Tod (Parinibbana) Buddhas.
Eine besondere Stellung hat die Flagge in Tibet, wo sie über vielen Klöstern und Häusern von Buddhisten zu sehen ist. In der tibetischen Version wird der orange Balken allerdings durch einen rotbraunen ersetzt, da die Farben sich hier an jenen der Mönchsroben der verschiedenen Orden orientieren (siehe auch Tibetischer Buddhismus).

Tibetische Form
Nepalesische Form
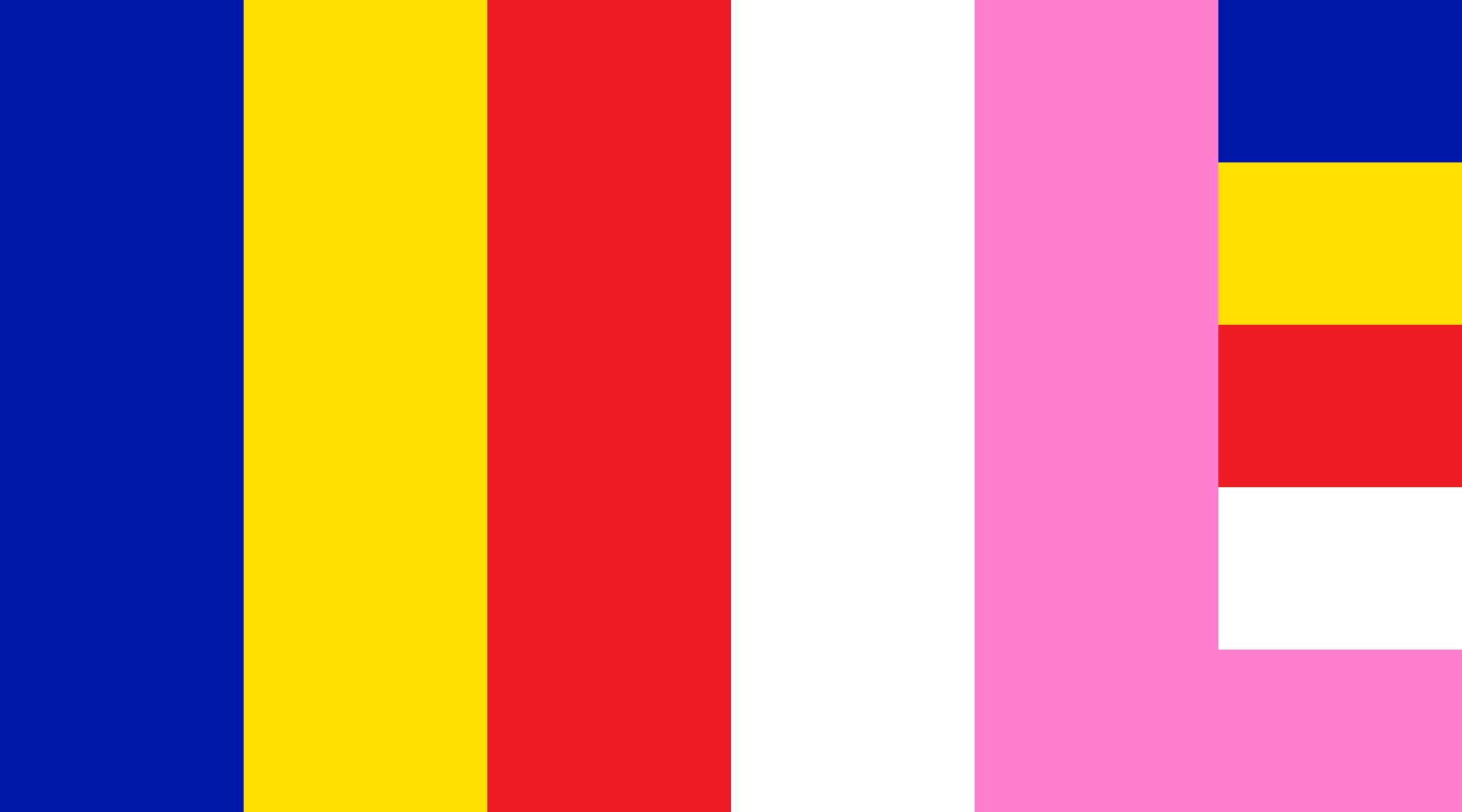
Burmesische Form
Jōdo-Shinshū-Form
Japanische (Goshikimak) Form
Laotische Form
Sōka-Gakkai-Form
Form mit Dharmachakra
Flagge der DKBA-5

## Symbolik
| Blau symbolisiert das universelle Mitgefühl.                                                                             |
| Gelb symbolisiert den Mittleren Weg.                                                                                     |
| Rot symbolisiert den Segen der Praxis (Vollendung, Weisheit, Tugend, Glück und Erhabenheit).                             |
| Weiß symbolisiert die Reinheit des Dharma (der Lehre) und vollkommene Befreiung jenseits von Zeit- und Raumgebundenheit. |
| Orange symbolisiert die Weisheit der Buddhalehre.                                                                        |

Die sechste vertikale Linie symbolisiert mit der Einheit aller Farben die eine, transzendente Wahrheit bzw. den „einen Geschmack – den Geschmack der Befreiung“, der die Lehre des Buddha kennzeichnet.